# ناغو
ناغو (بالسويدية: Nagu)(بالفنلندية: Nauvo) وهي بلدية وأرخبيل سابقة لفنلندا. تتكون  من جزيرتين رئيسيتين و1500-3000 جزيرة أصغر حجماً وممرات تقع جنوب توركو في مقاطعة فنلندا الغربية في منطقة جنوب غرب فنلندا. يعد أرخبيل ناغو جزءًا من أكبر أرخبيل المياه المالحة في العالم حيث يضم 100000 جزيرة وجزيرة صغيرة في السويد وفنلندا وإستونيا. تبلغ المساحة الإجمالية لناغو 169844 كم 2 ، منها مساحة الأرض فقط 246.88 كم 2 (95.32 ميل مربع) أو أقل من 15 ٪.
يبلغ عدد سكان ناغو حوالي 1500 شخص، لكن خلال فصل الصيف، يرتفع عدد السكان إلي 10.000 ساكن بالمنطقة.

## تعداد السكان
في 31 ديسمبر 2008 بلغ عدد سكان ناغو تقريبا 1500 نسمة (1428) و جزيرة ناغو ثنائية اللغة، وأغلبيتها (71 ٪ هي السويدية والأقلية الفنلندية). عدد لغات الأقليات الأخرى كبير حيث يوجد حوالي 20 جنسية في ناغو. 
في عام 2015 ، افتتح الصليب الأحمر مركزًا مؤقتًا للاجئين لعائلات طالبي اللجوء من العراق وأفغانستان وسوريا والصومال. تحولت قصة الاندماج الناجح للاجئين في ناغو، والمعروفة أيضًا باسم «نموذج ناغو» ، إلى أخبار دولية عندما زار المصور جايلز دولي ناغو خلال شتاء 2015-2016 كجزء من سلسلة من المقالات المصورة لمفوضية الأمم المتحدة لشؤون اللاجئين.
غطت الغارديان زيارة السيد داولي من بين وسائل الإعلام الأخرى من بين حوالي 120 شخصًا يقيمون هذا الشتاء الأول في مبنى فندق ستراندبو، اختارت عائلتان الإقامة في ناجو بعد الحصول على تصاريح سكنية. من خلال إضافة عائلتين لاجئتين سوريتين تستقبلان منازل في ناجو في عام 2018، ربما تحتل اللغة العربية الآن المركز الثالث بين اللغات الأم المستخدمة في ناغو.

## الخدمات
تعد ناغو من بين أكبر مراكز الخدمات والسياحة في منطقة الأرخبيل. يوجد في جميع أنحاء أرخبيل ناغو العديد من موانئ القوارب الترفيهية، ويقع أكبرها في وسط ناغو ، وهي قرية تسمى فيستيروس. إلى جانب الميناء وكنيسة ناغو التي يرجع تاريخها إلى القرن الخامس عشر، تقدم القرية متجرين للبقالة ومصرفين ومحطات وقود لكل من السيارات والقوارب ومكتب بريد وعدة مواصلات يومية بالحافلة في كلا الاتجاهين (إلى توركو وهوتسكير)، وعدد من الفنادق وعدد كبير من المطاعم ومحلات بيع التذكارات. تفتح محلات بيع التذكارات وبعض المطاعم خلال فصل الصيف فقط.